# Метро у Бреши
Метро у Бреши (итал. Metropolitana di Brescia) је брза транзитна мрежа која опслужује Брешу. Мрежа се састоји од једне линије, дужине 13.7 км и укупно 17 станица. 
Током 80-их, гужве на путевима у околини Бреше су драматично порасле, што је довело до тога да је Градско веће постало заинтересовано за усвајање нове платформе за масовни превоз како би се обезбедило алтернативно средство за приступ граду. Након студија неколико система масовног транзита, одлучено је да би развој лаког метроа био најпогоднија опција. За то време, неколико других европских градова увело је сопствене аутоматизоване мреже метроа, што је вероватно представљало модел за планере транспорта у Бреши. Док су током 90-их уложени напори да се обезбеде средства и покуша да се покрене пројекат, тендерски процес за изградњу прве деонице метроа покренут је 2000. У априлу 2003., уговор од 575 милиона евра додељен је конзорцијуму на челу са Ansaldo STS, који је предложио имплементацију система који има значајне сличности са метроом у Копенхагену.
У јануару 2004. започели су грађевински радови на пројекту. Међутим, напредак је ометен откривањем неколико локалитета од археолошког значаја, што је довело до напора да се минимизира кршење права мреже на таквим историјским локацијама. Иако је каснио, прва линија метроа у Бреши званично је отворена за редовне саобраћаје 2. марта 2013. На прву линију се гледало на почетну тачку за каснију изградњу амбициозне и велике метро мреже која се протеже преко града и његових предграђа; предложено је више планова за његово проширење. Постојећим метроом управља се помоћу флоте од 18 возова са три вагона, који у потпуности возе без возача дуж руте из централизованог контролног центра, док свих 17 станица на мрежи метроа имају врата на ивици платформе.

## Операције
Метро у Бреши је систем без возача. Уместо смештања појединачних возача у кабине ради његовог рада, свим возилима се активно и континуирано управља из централизованог контролног центра, који је у стању да прати кретање саобраћаја у било ком делу мреже.  Да би се олакшале и регулисале тачне услуге, број возова у активном саобраћају може се брзо променити, одлука која у великој мери зависи од промена у броју путника који користе мрежу у датом покрету. Коришћењем високог степена аутоматизације, особље је ослобођено да се уместо тога фокусира на помоћ путницима, не занемарујући одржавање високог нивоа свести о безбедности.
Од 2013., мрежа метроа Бреше је опремљена са укупно 17 станица. Од тога, осам их је изграђено унутар релативно дубоких тунела, док је пет постављено у плитким тунелима, који се протежу непосредно испод нивоа површине. Две станице се налазе у приземљу, а последњи пар станица је на повишеним позицијама постављеним на вијадуктима. Ове станице се налазе релативно близу једна другој јер је метро намењен само за локални саобраћај. Све станице су опремљене аутоматизованим вратима дуж ивица платформе. Ово треба да делује као заштита од уласка путника на пругу, случајно или на други начин, док истовремено повећава удобност путника смањењем њихове изложености ветру и буци од кретања возова кроз станице.
Сваког дана, услуге метроа Бреше почињу у 5:00, док последњи воз полази у 24:00. Током дана, учесталост возова може варирати од 10 минута (ван шпица) до 4 минута (вршно време радним данима). Од покретања услуга током 2013., пословање се постепено продужавало током времена. Наводно, верује се да је максимални могући број путника у садашњем систему 8.500 путника на сат у оба смера. 

## Галерија
- Метро депо у Сант Еуфемији
- Marconi станица
- станица Bresciadue
- Stazione FS станица
- Подземни сигнал Бреша
- Уздигнута станица Sant'Eufemia
- Спољашњи светларници на станици Volta
- Станица San Polo Parco
- Машина за продају карата